# Международный хайфский кинофестиваль
Международный кинофестиваль в Хайфе — ежегодный кинофестиваль, который проводится каждую осень (с конца сентября до конца октября), во время недельного праздника Суккот, в Хайфе, Израиль.

## История
Фестиваль был открыт в 1983 году, и был первым в своем роде в Израиле. Со временем он стал главным кинематографическим событием страны.
Хайфский международный кинофестиваль привлекает широкий круг зрителей и профессионалов СМИ из Израиля и других стран. В течение недели проводятся специальные показы около 170 новых фильмов. Помимо фильмов, которые круглосуточно показывают в семи кинотеатрах, на фестивале проходят показы под открытым небом. Категории фильмов включают художественные фильмы, документальные фильмы, Мультипликацию, короткометражные фильмы, ретроспективы и т. д.
Совет директоров состоит из профессионалов кино и культуры и общественных деятелей. Фестиваль финансируется городом Хайфа, министерством образования, Советом по кинематографии Израиля и Европейским союзом, а также коммерческими компаниями.

## Рекомендации
1. 1 2  Brown, Hannah (7 сентября 2015). Haifa film festival announces guest list. The Jerusalem Post. Архивировано 24 июля 2019. Дата обращения: 24 июля 2019.
2. 1 2  Haifa International Film Festival. Festival Focus. Дата обращения: 11 ноября 2015. Архивировано из оригинала 15 февраля 2017 года.
3. ↑  german films: Selected International Film Festivals. www.german-films.de. German-Films DE. Дата обращения: 17 января 2016. Архивировано 24 июля 2019 года.
4. ↑  The Haifa International Film Festival. embassies.gov.il. Embassy of Israel, London. Дата обращения: 17 января 2016. Архивировано 24 июля 2019 года.
5. ↑  The Best of the 29th Haifa International Film Festival. Haaretz (англ.). 16 сентября 2013. Архивировано 2 февраля 2017. Дата обращения: 17 января 2016.
6. ↑  Haifa Film Festival to host Iranian director Makhmalbaf. Ministry of Education (Israel). Дата обращения: 17 января 2016. Архивировано 24 июля 2019 года.
7. ↑  31st Haifa International Film Festival featuring Karl Markovics' movie "Superworld" in Haifa. Federal Ministry for Europe, Integration and Foreign Affairs. Дата обращения: 17 января 2016. Архивировано 24 июля 2019 года.

## Внешняя ссылки
- Сайт Хайфского международного кинофестиваля